# Voile (wijn)
Een voile is in de oenologie, de wetenschap van de wijnbouw, een laag gist en bacteriën die op de wijn drijft en deze van de lucht afsluit. Men vindt de voile op de vin jaune uit de Jura. Het fenomeen is vergelijkbaar met de flor op sherry.